# 直通車 (政治術語)
直通車在香港原來指往來香港和廣州之間的直達火車服務。後來在港澳地區進入過渡時期被引申為兩地立法機關成員是否能過渡到新的立法機構，慣常寫成「坐直通車」。
在香港，由於英屬香港最後一任總督彭定康提出的政改方案激怒中華人民共和國政府，後者單方面取消「直通車」協議，令原來的立法局議員不能直接成為特區的立法會議員。中國政府又成立了臨時立法會作為立法機構，直到1998年第一屆立法會組成為止。在1997年7月至1998年6月之間，親民主陣營的立法局議員（參與了臨時立法會的4名民協議員及黃宏發除外）全部被迫「下車」。
在澳門，由於中華人民共和國政府與葡萄牙政府沒有出現相同的爭拗，除了陳繼杰以外，所有立法會議員、包括屬民主派的吳國昌皆順利過渡到新的立法會。而陳的空缺由中國政府委任容永恩頂上。